# أندرياس كروغ
أندرياس كروغ (بالنرويجية البوكمول: Andreas Krogh)‏ هو متزلج فني نرويجي، ولد في 9 يوليو 1894 في كريستيانية في النرويج، وتوفي في 26 أبريل 1964 في أوسلو في النرويج.

## وصلات خارجية
- أندرياس كروغ على موقع أوليمبيديا (الإنجليزية)